# Chanson des Saisnes
La Chanson des Saisnes (en cat. Cançó dels saxons) és una cançó de gesta francesa, obra de Jean Bodel. Es considera que l'escrigué entre 1180 i abans de 1202; està escrita en versos alexandrins en laisses monorimes en rima consonant i, segons les versions conservades en diferents manuscrits, consta d'entre 4.337 versos o fins a més de vuit mil.
La cançó narra la guerra de Carlemany contra el rei saxó Guiteclin. El rei saxó està basat en el personatge històric de Widukind de Saxònia, que realment va capitanejar una rebel·lió dels saxons el 775; però, fora del nom, la cançó de gesta, on, entre altres coses, els saxons són musulmans, no té cap altra versemblança històrica.

## Argument
El rei dels saxons, Guiteclin, assabentat de la desfeta de Roncesvalls i creient que Carlemany està en una posició afeblida, ataca Colònia i la destrueix. Carles reuneix el seu exèrcit, arriba a Saxònia i assetja la ciutat de Tremoigne (Dortmund). A l'altra riba del Rin hi ha el campament de Guiteclin. La dona de Guiteclin, la reina Sebila, fa plantar la seva tenda prop del riu per veure Balduí, el nebot de Carlemany, de qui s'ha enamorat (i la seva donzella, la captiva Helissent, s'enamora de Berart, company de Balduí). El setge s'allarga sense resultats i s'allarguen les peripècies amoroses entre els amants. Finalment, Carlemany fa construir un pont sobre el riu i ataca i venç Guiteclín. Les dues parelles d'enamorats es casen. La cançó encara continua amb els fills de Guiteclin que ataquen Balduí, que Carlemany havia fet rei de Saxònia. Carlemany, avisat, va a socórrer'l, però Balduí mor en el combat. Després de la victòria final de Carlemany, Sebila es reclou en un monestir.

## Comentari
El text es conserva en quatre manuscrits
- A, París, Bibliothèque de l'Arsenal, 3142, folis 229r° a 253 v°
- R, París, Bibliothèque nationale, fr 368, folis 121r° a 139 v°
- L, Cologny-Genève, Fondation Martin Bodmer, cod. 40, folis 1r° a 122 v°
- T, Torí, Biblioteca nacional, LV 44, folis 1r° a 135 v°.

Una versió, diferent i que és més antiga, del mateix argument es conserva en la Karlamagnús saga, en la seva cinquena branca titulada Af Gvitalín Saxa; en aquesta hi apareix Rotllà. També es troba un resum en la Gran conquista de Ultramar espanyola i se'n troben rastres en quatre romances de Baldovinos (Balduí, el nebot de Carlemany), estudiats per Menéndez Pidal
També és interessant, perquè reflecteix les tensions reals de l'època on s'escriu la cançó, un tema secundari a l'inici de la cançó on els barons d'Herupe, els herupois, que es neguen a pagar un impost que se'l exigeix a més del servei d'host. Finalment, el rei els eximirà de l'impost, però col·laboraran en l'expedició. Els barons de Carlemany protagonitzaran altres actes de desobediència (protestar per la llargada de la campanya, negar-se a construir el pont del Rin perquè no és feina de cavallers), amb la qual cosa la figura del rei en aquesta cançó no és la del rei majestuós i totpoderós d'altres cançons de gesta.
Els amors de Sebila mostren la influència de la literatura cortesa.
La introducció del poema destaca per dividir la literatura de la seva època en les tres matèries segons el tema: la matèria de Bretanya o artúrica, la matèria de Roma que reescriu l'èpica clàssica i la matèria de França amb les cançons de gesta carolíngies.